# مقاطعة بيرشينج (نيفادا)
مقاطعة بيرشينج (Pershing County) هي مقاطعة تقع في ولاية نيفادا الأمريكية. في عام 2000، كان عدد السكان 6693 نسمة. الحاضرة الإقليمية للمقاطعة هي مدينة لوفلوك. سميت المقاطعة بهذا الاسم نسبة للجنرال جون ج. بيرشينج. بيرشينج هي آخر مقاطعة تأسست في ولاية نيفادا.

## جغرافيا
طبقا لمكتب إحصاء السكان الأمريكي، المقاطعة لها مساحة كليّة تعادل 15715 كم2 (6068 ميل مربع)، منها 15635 كم2 (6037 ميل مربع) يابسة، و 80 كم2 (31 ميل مربع) ماء.

### المقاطعات المجاورة
- مقاطعة واشو، نيفادا - غرب
- مقاطعة هومبولت، نيفادا - شمال
- مقاطعة لاندير، نيفادا - شرق
- مقاطعة تشرشل، نيفادا - جنوب

### المدن
- إملاي
- لوفلوك
- ميل سيتي
- يونيونفيل